# Mariano Luis de Urquijo (obraz Francisca Goi)

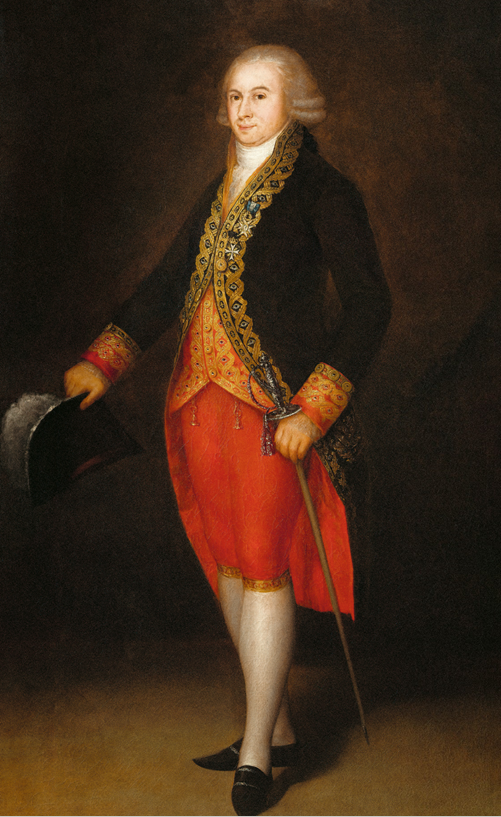
Mariano Luis de Urquijo, możliwy oryginał Goi, kolekcja prywatna

Mariano Luis de Urquijo – obraz olejny przedstawiający Mariana Luisa de Urquijo, hiszpańskiego polityka i człowieka oświecenia. Jest uznawany za dzieło hiszpańskiego malarza Francisca Goi przez wielu historyków. Możliwe, że jest to kopia obrazu Goi wykonana przez Francesca Agustíego. Znajduje się w zbiorach Królewskiej Akademii Historii w Madrycie.

## Okoliczności powstania
Lata 90. XVIII wieku były dla Goi okresem transformacji stylistycznej i intensywnej aktywności malarskiej. Obraz powstał kilka lat po ataku ciężkiej choroby, w wyniku której Goya prawie rok walczył ze śmiercią, paraliżem i ślepotą. Doszedł do zdrowia tylko częściowo, pozostał jednak głuchy do końca życia. Szybko wrócił do pracy, mimo że nadal odczuwał następstwa choroby. Starał się przekonać kręgi artystyczne, że choroba nie osłabiła jego zdolności malarskich, gdyż plotki o jego ułomności mogły poważnie zaszkodzić dalszej karierze. Zaczął pracować nad obrazami gabinetowymi niewielkich rozmiarów, które nie nadwerężały jego fizycznej kondycji. Choroba przerwała także jego cieszącą się powodzeniem pracę portrecisty, do której powrócił z zaostrzonym zmysłem obserwacji, być może spotęgowanym przez utratę słuchu. Goya malował członków rodziny królewskiej, arystokracji, burżuazji, duchownych, polityków, bankierów oraz ludzi związanych z kulturą. Często portretował też swoich przyjaciół z kręgu liberałów i ilustrados.
Mariano Luis de Urquijo (1769–1817) pochodził z Bilbao, studiował prawo w Salamance i Madrycie. Był znawcą i tłumaczem dzieł francuskich pisarzy. W 1792 zaczął pracę w rządzie Karola IV, zastępował Francisca de Saavedrę na stanowisku pierwszego sekretarza stanu w czasie jego choroby. Przyjaźnił się z francuskim ambasadorem Ferdinandem Guillemardetem sportretowanym przez Goyę w 1798, możliwe, że dzięki niemu poznał malarza. Dobrze znał też wielu innych profrancuskich liberałów sportretowanych przez Goyę, takich jak: admirał Mazarredo, sekretarz inkwizycji Llorente, dramaturg Moratín oraz poeta i przyjaciel Urquija ze studiów w Salamance Meléndez Valdés. Prześladowany przez Godoya za politykę wobec papieża, pomimo wsparcia króla został zwolniony 13 grudnia 1800 i osadzony na długi czas w więzieniu. Wrócił do pracy w rządzie po objęciu tronu przez Józefa Bonapartego w 1808, a po jego upadku wyjechał razem z nim do Paryża, gdzie pozostał do śmierci w 1817.

## Atrybucja
Wiadomo, że Goya sportretował Urquija dwukrotnie przed jesienią 1800, prawdopodobnie ok. 1798, kiedy został mianowany ministrem. Istnieją wątpliwości co do identyfikacji i atrybucji tych obrazów, gdyż na ich podstawie powstała kopia. W 1798 Królewska Akademia Historii zamówiła portret Urquija w podziękowaniu za wsparcie, którego udzielił jej jako minister. Zamówienie zatwierdzono na posiedzeniu 15 sierpnia 1798, a obraz miał zawisnąć w sali posiedzeń zarządu. Jeden z członków akademii, Isidoro Bosarte, był odpowiedzialny za wybór malarza, który miał namalować podobiznę Urquija w półpostaci, z natury lub na podstawie istniejącego portretu dobrej jakości. Wybrano Francesca Agustíego, a Bosarte proponował wykonanie kopii na podstawie „drugiego portretu autorstwa Goi”, który znajdował się w domu Urquija. Bosarte sugerował skopiowanie głowy z portretu w domowym stroju, a fryzury i ubioru z innego portretu, prawdopodobnie przedstawiającego polityka w rządowym uniformie. W protokole z zebrania junty akademii z 19 grudnia 1798 Bosarte informuje, że obraz jest ukończony, a gdy zostanie przyniesiony do siedziby akademii, należy zadecydować o miejscu ekspozycji i uzgodnić inskrypcję. Istnieje pokwitowanie Agustíego z 20 grudnia 1800 za odbiór 400 reali de vellón należnych za portret Urquija.
Pomimo dostępnej dokumentacji historycy sztuki tacy jak Desparmet Fitz-Gérald, Gudiol, Gassier i Wilson, Sánchez Cantón i Glendinning uznają płótno z akademii za oryginał Goi. Sánchez Cantón uważał, że obraz namalowany przez Agustíego nigdy nie został powieszony w siedzibie akademii, gdyż Urquijo stracił stanowisko 13 grudnia 1800. W 1811, kiedy wrócił do polityki za Józefa I, otrzymał od akademii prezent w postaci kodeksu Siete Partidas. Możliwe, że w zamian podarował akademii jeden ze swoich portretów wykonanych przez Goyę. Według Moralesa technika zastosowana do oddania karnacji i właściwości tkanin oraz szczególny blask, jaki nadano twarzy, są wyraźnymi przykładami kunsztu Goi, dalekimi od możliwości Agustíego, nawet w przypadku kopii.
Fernando Tabar Anitua przypisuje Goi całopostaciowy portret Urquija należący do kolekcji prywatnej, na podstawie którego Agustí miał wykonać portret z akademii. Drugi portret autorstwa Goi jest przez niego uznawany za zaginiony.

## Opis obrazu
Urquijo został przedstawiony w półpostaci i w oficjalnej pozie na ciemnym tle. Ma na sobie zielony kaftan obszyty futrem, podobny do stroju z portretu Hrabia Cabarrus Goi. Lewą rękę opiera na szabli, a w prawej trzyma kartkę papieru. Na piersi widnieje odznaka Zakonu Maltańskiego i Order Karola III (ten ostatni otrzymany w 1798 roku). Wyróżnia się twarz modela, wiernie odzwierciedlająca osobowość postaci. Goya zastosował szybkie pociągnięcie pędzlem bez dbałości o szczegóły, z wyjątkiem orderów i rękojeści szabli, której odblaski są także typowe dla stylu Goi. Szary parapet w dolnej części obrazu przewidziany na inskrypcję pozostał pusty, prawdopodobnie dlatego, że Urquijo popadł w niełaskę krótko po tym, kiedy portret został ukończony.

## Proweniencja
Obraz zamówiony w 1798 roku przez Królewską Akademię Historii w Madrycie znajduje się w jej zbiorach.